# Saint-Mars-de-Coutais
Saint-Mars-de-Coutais là một xã thuộc tỉnh Loire-Atlantique, trong vùng Pays de la Loire ở phía tây nước Pháp. Xã này nằm ở khu vực có độ cao trung bình 7 mét trên mực nước biển. Theo điều tra dân số năm 1999 của INSEE, xã có dân số 1858 người.